# Vanuatu na Mistrzostwach Świata w Lekkoatletyce 2017
Vanuatu na Mistrzostwach Świata w Lekkoatletyce 2017 – reprezentacja Vanuatu podczas Mistrzostw Świata w Londynie liczyła 1 zawodnika, który nie zdobył medalu.

## Skład reprezentacji
| Zawodnik   | Konkurencja        | Eliminacje | Eliminacje | Półfinał | Półfinał | Finał    | Finał   |
| Zawodnik   | Konkurencja        | Rezultat   | Pozycja    | Rezultat | Pozycja  | Rezultat | Pozycja |
| ---------- | ------------------ | ---------- | ---------- | -------- | -------- | -------- | ------- |
| Paul Nalau | Bieg na 200 metrów | DQ         | DQ         | NQ       | NQ       | NQ       | NQ      |